# Andrej Hoivik
Andrej Hoivik, slovenski politik in kemik; * 13. januar 1993, Škofja Loka.
Andrej Hoivik je kemik in politik slovensko-norveških korenin. Od leta 2022 je poslanec v Državnem zboru Republike Slovenije in član Slovenske demokratske stranke.

## Mladost
Andrej Hoivik se je rodil 13. januarja 1993. Njegov oče je po rodu Norvežan, po njem ima tudi priimek. Njegova mati Aleksandra Hoivik (rojena Pretnar) je bila na listi Zelenih Slovenije članica prve slovenske skupščine. Andrej živi v Podlubniku v Škofji Loki, kjer je obiskoval tudi gimnazijo in jo končal kot zlati maturant. 
Po maturi se je vpisal na Fakulteto za kemijo in kemijsko tehnologijo v Ljubljani, kjer je leta 2015 diplomiral, leta 2018 pa magistriral z delom Sinteza dvo- in večveznih ligandov iz substituiranih biciklo[2.2.2]oktenov in njihovih koordinacijskih spojin. Že v času študija je deloval v podjetju Filc d. o. o., kjer je leta 2018 postal tudi svetovalec za kemikalije in deloval v razvoju.

## Politik
Leta 2020 je bil imenovan za svetovalca v Kabinetu predsednika vlade Janeza Janše, leta 2021 pa postal podsekretar v kabinetu ministra za digitalno preobrazbo Marka Borisa Andrijaniča, bil pa je tudi sekretar Strateškega sveta za digitalizacijo.
Leta 2022 je na listi Slovenske demokratske stranke kandidiral na državnozborskih volitvah. V okraju Škofja loka 1 je prejel 3.753 glasov oz. 26,59 % in bil izvoljen za poslanca v Državnem zboru Republike Slovenije. Med drugim je bil podpredsednik Odbora za zadeve Evropske unije ter član komisije za peticije, človekove pravice in enake možnosti in odborov za pravosodje in kulturo. Bil je tudi predsednik parlamentarne skupine prijateljstva z Norveško.
Leta 2025 je bil prvopodpisani pod zahtevo za referendum o dodatku k pokojnini za umetniške dosežke.